# 레오 안드리치
레오 안드리치(1994년 7월 20일 ~ )는 크로아티아의 남자 배구 선수이며, 안산 OK저축은행 러시앤캐시의 선수였다. 2019-2020 외국인선수 트라이아웃 드래프트에서 전체 2순위로 안산 OK저축은행 러시앤캐시에 입단하였다.

## 안산 OK저축은행 러시앤캐시 시절
2019-20시즌 외국인트라이아웃에서 전체 2순위로 안산 OK저축은행 러시앤캐시에 지명되었다.
9월 29일에 열린 인천 대한항공 점보스와의 KOVO컵 첫경기에서 27득점으로 맹활약하였으나, 팀은 2-3으로 역전패를 당하였다. 이날 경기에서 큰키에서 뿜어져 나오는 높은 타점과 강한 서브로 상대를 뒤흔들기도 하였다